# Orkney (Południowa Afryka)
Orkney – miasto w północnej części Republiki Południowej Afryki, w prowincji Północno-Zachodniej, nad rzeką Vaal. 13 435 mieszkańców (2011).